# Wolfgang Hausmann
Wolfgang Hausmann (* 1933 in Hannover) ist ein deutscher Journalist und Autor.

## Leben
Wolfgang Hausmann wurde im Jahr der Machtergreifung 1933 durch die Nationalsozialisten in Hannover geboren. Über seine Jugendjahre schrieb er später eine autobiographische Erzählung unter dem Titel Sonntagskind - Gödekes Jahre 1933 - 1953, die er über das Archiv der Zeitzeugen und mit der Lizenz CC-BY-3.0 veröffentlichte.
Nach dem Zweiten Weltkrieg und zur Zeit der Wirtschaftswunderjahre 1955 erhielt Wolfgang Hausmann zunächst eine Anstellung als Redakteur bei der Hannoverschen Presse. Zeitweilig war er auch als Mitarbeiter beim Norddeutschen Rundfunk tätig.
1986 zählte Hausmann zu den Gründungs-Mitgliedern der Wissenschafts-Pressekonferenz in Bonn.

## Auszeichnungen
- 1978: Äskulap-Preis der Ärztlichen Pressestelle Niedersachsen[1]
- 1981: Ehrenzeichen der Deutschen Ärzteschaft[1]
- 1982: Journalistenpreis der Zahnärztekammer Niedersachsen[1]

## Schriften (Auswahl)
Zu und über Hannover und hannoversche Persönlichkeiten:
- Hans Joachim Toll: Fluch im Paradies und andere Kleinigkeiten, herausgegeben von Wolfgang Hausmann mit einem biographisch geprägten Vorwort, Hannover: Leuenhagen & Paris, [o. D., 1978?]
- Wolfgang Hausmann (Text), Rudolf Albers et al. (Fotos): Treffpunkt Hannover (= Meet beautiful Hanover), Bildband mit Untertitelungen in Deutsch, Englisch und Französisch, Hannover: Schlüter, 1987, ISBN 3-87706-275-X
- Wolfgang Hausmann (Text), Ulrich Ahrensmeier et al. (Fotos): Hannover an der Leine, Bildband, 2. Auflage, Hannover: Schlütersche, 1990, ISBN 3-87706-337-3
- Wolfgang Hausmann (Text), Michael Prasuhn (Fotos): Zum Beispiel Hannover, illustrierte Texte zum Musikleben der Stadt, 4. Auflage, Hannover: Steinbock-Verlag, 1982, ISBN 3-921951-05-4
- Sonntagskind - Gödekes Jahre 1933 - 1953 (= Archiv der Zeitzeugen, Bd. 20), Münster: Verlags-Haus Monsenstein und Vannerdat, 2010, ISBN 978-3-86991-076-5
  - auch online als PDF-Dokument unter der Lizenz CC-BY-3.0
- mit Wilhelm Meinecke: Jagdschlösser und Jagdmotive in Niedersachsen. Eine Reise in die Vergangenheit niedersächsischer Jagdschlösser, Hannover: MediaHunt-Verlag, 2012, ISBN 978-3-00-041051-2; Inhaltsverzeichnis

sowie
- Feuerstein und Diamant. Magie, Kultur und Technik der Steine. Ein Lesebuch, Hannover: Fackelträger Verlag, 1976, ISBN 3-7716-1387-6